# Lösningsmedel

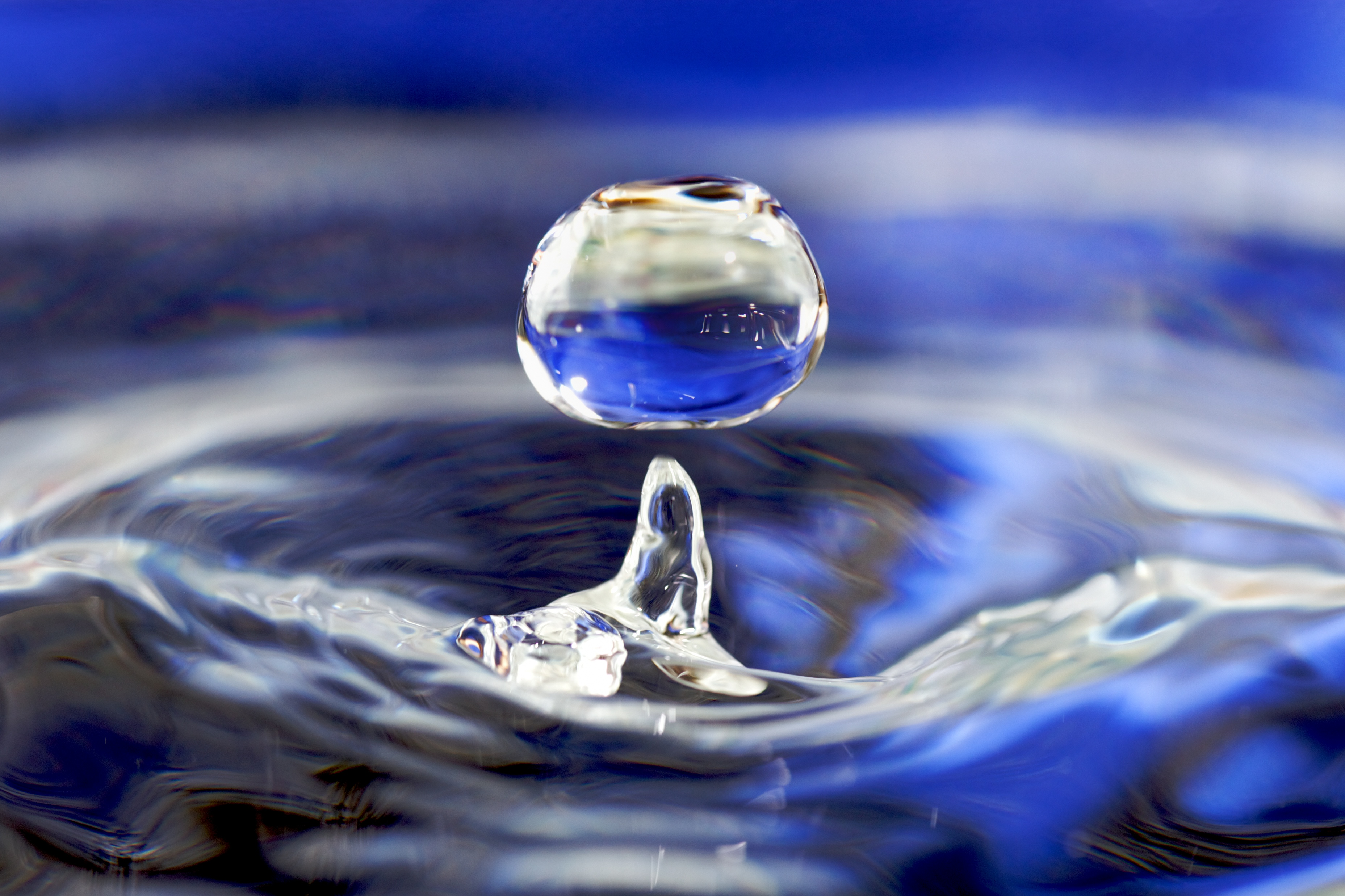
Vatten är ett lösningsmedel.

Ett lösningsmedel är ofta en vätska som kan lösa upp ett fast ämne, blanda sig med en vätska eller binda en gas och därigenom bilda en homogen lösning. Även fasta ämnen kan vara ett lösningsmedel, till exempel metaller som bildar en legering. Lösningsmedlet anges som det som finns störst mängd i lösningen, exempelvis vatten i saltvatten.

## I naturen
Det mest sedda lösningsmedlet i naturen är vatten, liv bygger nästan helt på reaktioner i vattenlösning. Det vanligaste lösningsmedlet är dock järn som helt dominerar Jordens inre. Detta gör att grundämnen som bildar vattenlösliga föreningar dominerar på jordytan medan tungmetaller som löser sig i järn är desto ovanligare. Anledningen till att många av dem är miljögifter är att levande organismer inte kommit i kontakt med tungmetaller i större utsträckning förrän människan började frigöra dem genom gruvdrift. Ädelmetallerna är harmlösa för miljön, men deras sällsynthet på jordytan beror också på deras järnlöslighet.

## Mänsklig användning
Efter vatten är de vanligaste lösningsmedlen organiska, till exempel etanol och terpentin. Bland oorganiska ämnen som används som lösningsmedel finns förutom vatten även ammoniak och superkritisk koldioxid.
Lösningsmedel har oftast låg kokpunkt, de avdunstar lätt eller kan avlägsnas med destillation, så att endast det lösta ämnet blir kvar. Användbara lösningsmedel ska därför inte reagera med de lösta ämnena. Lösningsmedel kan också användas för att extrahera lösliga komponenter i en blandning. Det vanligaste exemplet på detta är te- och kaffebryggning. Lösningar är oftast transparenta; kaffe och te innehåller mikroskopiska partiklar som inte låter sig lösas upp.

## Polära lösningsmedel
Polära lösningsmedel består av molekyler där en del av molekylen har annan elektrisk laddning än den andra. Exempel på sådana lösningsmedel är vatten och alkoholer. Polära lösningsmedel kan delas in i protiska och aprotiska.
Ett protiskt lösningsmedel har en eller flera vätebindningsdonatorer. Protiska lösningsmedel gynnar SN1-reaktioner. Exempel på viktiga protiska lösningsmedel är: vatten, metanol, ättiksyra, svavelsyra och flytande ammoniak.
Aprotiska lösningsmedel saknar vätebindningsdonatorer; de kan dock innehålla vätebindningsacceptorer. Polära aprotiska lösningsmedel gynnar SN2-reaktioner. Exempel på viktiga polära aprotiska lösningsmedel är DMSO, DMF, acetonitril, aceton och svaveldioxid. 
Även alla opolära lösningsmedel är aprotiska, men kallas oftast bara opolära lösningsmedel, eftersom det inte existerar några ”protiska opolära” lösningsmedel.
Uttrycket neoteriska lösningsmedel började användas av kemister på 1990-talet för att beteckna icke-traditionella lösningsmedel, framför allt jonvätskor, det vill säga smälta salter, och superkritiska vätskor som flytande koldioxid. De erbjuder nya tvåfassystem för extraktion, och de ger ökade möjligheter att variera reaktionsbetingelser. Forskningen kring neoteriska lösningsmedel är i ett skede av faktasamlande, medan mycket i den teoretiska förståelsen av termodynamik och reaktionskinetik saknas. Industrin knyter stora förhoppningar till neoteriska lösningsmedel, bland annat som ersättare för miljöskadliga klororganiska ämnen.

## Opolära lösningsmedel
Opolära lösningsmedel består av molekyler där de elektriska laddningarna än jämnt fördelade över atomerna en opolär molekyl. Många opolära lösningsmedel är uppbyggda av kolvätekedjor där (-CH2-)-grupper utgör ryggraden. Enklaste gruppen av kolväten kallas alkaner och har den generella formeln CnH2n+2.

## Organiska lösningsmedel i arbetsmiljön
Organiska lösningsmedel kan vara antingen polära eller opolära. Det är en kemiskt heterogen grupp av ämnen och innefattar alifatiska kolväten, aromatiska kolväten, halogenerade kolväten, estrar, ketoner, alkoholer, glykoletrar, petroleumdestillat med flera. Organiska lösningsmedel används inom bland annat kemisk industri, läkemedelsindustri, byggindustri, bilindustri och träindustri. De används för avfettning, i färg, lim, gummi och färgborttagning.
Exponeringen för lösningsmedel kan ske via luftvägarna, via huden eller mag-tarmkanalen. Organiska lösningsmedel är oftast fettlösande och tas upp i fettrik vävnad som till exempel nerv-vävnad. Effekter av exponeringen kan vara skador på perifera nervsystemet och centrala nervsystemet som trötthet, yrsel, illamående, irritation av ögon, hud och lungor. Höga koncentrationer kan leda till medvetslöshet och död. Kroniska effekter av flera års hög exponering kan ge symptom som sömnproblem, minnesproblem, koncentrationsproblem, aggressivitet, depression och trötthet. Kloroform, trikloretylen, perkloretylen, koltetraklorid, metylenklorid, bensen, styren och formaldehydär klassificerade enligt International Agency for Research on Cancer (IARC) som cancerogen eller troligen cancerogena.
Exempel på vanliga lösningsmedel är bland andra etylacetat, aceton, n-butanol. Etylacetat används som lösningsmedel i färg, lack, bläck och syntetiskt gummi. Inandning kan irritera ögon, luftvägar och ge huvudvärk och yrsel, långvarig exponering kan orsaka njur- och leverskador.
Aceton används som lösningsmedel i hartser, fetter, lacker, oljor, bomull, cellulosaacetat och acetylen. Även i tillverkning av färger, borttagningsmedel, lacker, gummiplaster och kemisk industri. Hälsoeffekter kan vara huvudvärk, yrsel och trötthet, avfettning av huden, kan ge dermatit, irritation av ögonen.
Personer som varit kraftigt exponerade för lösningsmedel (till exempel cirka 10 år över gällande gränsvärden för lacknafta) och har symptom (trötthet, minnesproblem, irritabilitet, humörsvängningar) förknippade med lösningsmedelsskada (toxisk encefalopati) utreds oftast på kliniker för arbets- och miljömedicin där man undersöker olika differentialdiagnoser, exponeringsmätningar och gör psykologiska test.
För förebyggande av lösningsmedelsskador måste exponeringen för de organiska lösningsmedlen elimineras eller minskas. Därvid kan följande åtgärder behöva övervägas: identifiering av riskkällor; riskbedömning; förbud mot användning av vissa lösningsmedel; rutiner, hanterings- och skyddsinstruktioner; effektiv processventilation nära källan; andningsskydd.  På Arbetsmiljöverkets hemsida finns föreskrift om kemiska arbetsmiljörisker och vägledning till föreskrifterna om kemiska arbetsmiljörisker, som även innefattar lösningsmedel.